# Ron Laird
Ronald Owen „Ron” Laird (ur. 31 maja 1938 w Louisville w stanie Kentucky) – amerykański lekkoatleta chodziarz, czterokrotny olimpijczyk.
Wystąpił na igrzyskach olimpijskich w 1960 w Rzymie w chodzie na 50 kilometrów, w którym zajął 19. miejsce. Na igrzyskach panamerykańskich w 1963 w São Paulo zajął 4. miejsce w chodzie na 20 kilometrów. Na igrzyskach olimpijskich w 1964 w Tokio został zdyskwalifikowany w tej konkurencji.
Zajął 3. miejsce w chodzie na 20 kilometrów podczas finału Pucharu Świata w Chodzie w 1967 w Bad Saarow. Zwyciężył na tym dystansie podczas igrzysk panamerykańskich w 1967 w Winnipeg.
Na igrzyskach olimpijskich w 1968 w Meksyku zajął 25. miejsce w chodzie na 20 km. W finale Pucharu Świata w Chodzie w 1973 w Lugano zajął 3. miejsce w chodzie na 20 km. Wystąpił również na tym dystansie na igrzyskach olimpijskich w 1976 w Montrealu, gdzie w wieku 38 lat zajął 20. miejsce.
Laird był mistrzem Stanów Zjednoczonych (AAU) w chodzie na 5000 metrów (na bieżni) w 1965, 1966, 1967, 1969, 1975 i 1976, w chodzie na 10 kilometrów (na szosie) w 1969, 1971 i 1976, w chodzie na 20 kilometrów (na szosie) w 1958, 1963, 1964, 1965, 1967, 1968, 1969 i 1976 oraz w chodzie na 50 kilometrów< w 1962. Zdobył także halowe mistrzostwo USA w chodzie na 1 milę w 1964, 1968 i 1971 oraz w chodzie na 2 mile w 1976.
Rekordy życiowe Lairda:
- chód na 20 kilometrów – 1:28:18 (1967)
- chód na 50 kilometrów – 4:28:39 (1969)